# Bauru (tiểu vùng)
Bauru là một tiểu vùng thuộc bang São Paulo, Brasil. Tiều vùng này có diện tích 8509 km², dân số năm 2007 là 513187 người.